# Naulochusi csata
A naulochusi csata tengeri ütközet volt Octavianus híve, Marcus Vipsanius Agrippa és Sextus Pompeius között a szicíliai Naulochus fok közelében i. e. 36. szeptember 3-án. Agrippa győzelmével megtört a Pompeius család ellenállása a második triumvirátussal szemben.

## Előzmények
Miután Octavianus és Marcus Antonius Brundisiumban (a mai Brindisi) szorosabbra vonta kötelékét, a triumvireknek a Pompeius fia, Sextus Pompeius állította kihívással kellett szembenézniük. Sextus elfoglalta Szicíliát, amely akkor Róma gabonaellátója volt. i. e. 39-ben Rómában a gabonaszállítások elmaradása miatt éhínség tört ki és ekkor Octavianus és Marcus Antonuis szövetségre lépett Sextusszal. A misenumi egyezményben öt évre Szicília, Szardinia és a Peloponnészosz kormányzójává nevezték ki. Sextus azonban újra elvágta a gabonaszállításokat. Octavianus i. e. 38-ban hiába próbálta megtámadni Szicíliát, hajóinak a rossz időjárás miatt vissza kellett fordulniuk.
Ekkor Agrippa átvágatta a Via Ercolanát, csatornával kötötte össze a Lucrinus tavat a tengerrel és kikötőt alakított ki Iulia néven. Flottát építettek az eddiginél nagyobb hajókkal, hogy több katonát hordozhassanak, húszezer rabszolgát felszabadítottak evezősnek, és a flottát az új kikötőben képezték ki tengeri csatákra. Antonius húszezer gyalogosért cserébe a pártus hadjáratához 120 hajót adott Tutus Statilus Taurus vezetése alatt. i. e. 36-ban a két flotta kifutott Itáliából egy harmadik flotta pedig a harmadik triumvir, Marcus Aemilius Lepidus vezényletével Afrikából futott ki, hogy megtámadják Szicíliát.
Augusztusban először sikerült legyőzni Sextust tengeri ütközetben: Lepidus diadalmaskodott Mile (a mai Milazzo) közelében. Taorminánál azonban Octavianus szenvedett vereséget, sőt súlyosan meg is sebesült.

## A csata
A fővezér Agrippa a Naulochus foknál találkozott Sextus hajóhadával. Mindkét flotta 300 hajóból állt és mindkettő hadigépekkel volt felszerelve, de Agrippának nagyobb hajói voltak, amelyeket felszereltek az arpax nevű eszközzel, a korábban használt corvus csatahidak egy továbbfejlesztett változatával. Ezt a fegyvert Agrippa jól használta, lekötve Sextus mozgékonyabb hajóit, így hosszú és véres csata után győzedelmeskedett.
Agrippa csak három hajót vesztett, miközben Sextus 28 hajója elsüllyedt, a többi pedig vagy kiégett, vagy elfogták.

## A következmények
Ezzel sikerült elűzni Sextust Szicíliából, aki hét év alatt 350 hajós flottájával sok fejtörést okozott a Római Köztársaságnak.
Sextus elérte Messanát (a mai Messina), ahonnan hét hajóval Mütilénére, majd a Keletre hajózott, ahol azonban Antonius újra legyőzte.
Octavianus és Lepidus felszámolták az utolsó szicíliai ellenállást, majd Octavianus megfosztotta Lepidust csapataitól, és ezzel a Római Birodalom nyugati részének egyedüli urává vált.

## Kapcsolódó szócikk
- A Római Köztársaság csatáinak listája